# پتروو-فدوروفکا
پتروو-فدوروفکا (انگلیسی: Petrovo-Fedorovka) یک شهرک در شهرستان ایگلینسکی استان باشقیرستان کشور روسیه است.